# Hil

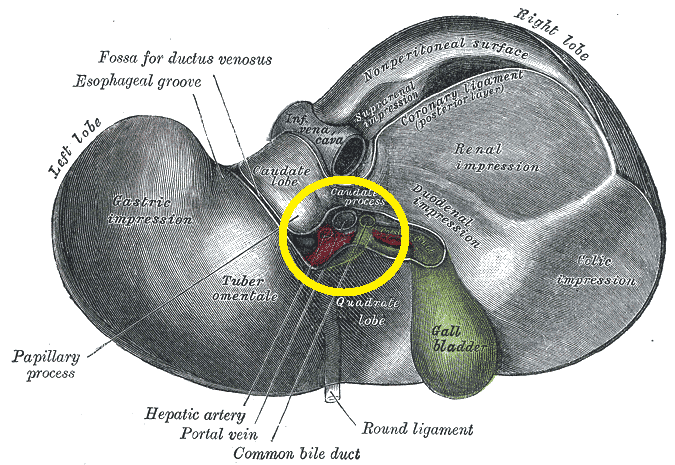
Hil del fetge.

En anatomia humana, l'hil (/ˈhaɪləm/; plural hila; del llatí hilus (/ˈhaɪləs/; plural hili), és una depressió o fissura on estructures com vasos sanguinis i nervis entren a un òrgan, com per exemple:
- L'hil del ronyó que inclou l'artèria i vena renals, l'urèter i nervis
- L'hil esplènic, a la superfície de la melsa, que inclou l'artèria i vena esplèniques, els vasos limfàtics, i nervis
- L'hil del pulmó, una depressió triangular on les estructures que formen l'arrel del pulmó entren i surten de l'òrgan
- L'hil del gangli limfàtic inclou la part d'un gangli limfàtic per un surten els seus vasos